# Météorite d'Acapulco
« Acapulco (météorite) » redirige ici. Pour les autres significations, voir Acapulco (homonymie).
La météorite d'Acapulco, ou simplement Acapulco, est une météorite de type achondrite tombée en 1976 près d'Acapulco, au Mexique. C'est une achondrite primitive, devenue le prototype du groupe des acapulcoïtes.

## Histoire
Le 11 août 1976, la météorite a suivi dans le ciel d'Acapulco une trajectoire d'ouest en est, produisant un bourdonnement similaire à celui d'un petit avion et un impact comme celui d'un boulet de canon. Elle a atterri à 11 h à El Quemado, un faubourg d'Acapulco, et formé un petit cratère, d'environ 30 cm de profondeur. Elle a été recueillie 15 min plus tard ; le buisson autour était éclaboussé radialement et la pierre, pesant 1,914 kg, était fraîche.

## Caractéristiques
En 1976 Acapulco était une météorite singulière, avec une composition presque chondritique mais une texture de météorite différenciée (olivine, orthopyroxène, métal Fe-Ni, etc.) résultant d'une fusion puis d'une cristallisation à grande échelle. Elle fait ainsi partie des achondrites primitives.
Les principaux silicates d'Acapulco sont l'olivine et l'orthopyroxène (tous deux très magnésiens : ~89 % Fo et ~88 % En, respectivement), accompagnés par l'oligoclase et le diopside. Le métal, constitué de kamacite et de taénite, n'est pas en équilibre chimique avec les silicates, comme le montrent les zonages, les zones troubles indicatrices de chocs, et la grande variabilité de la composition isotopique de l'azote. Parmi les phases mineures on compte la chromite, la troïlite, l'apatite (surtout de la chlorapatite), la merrillite et le graphite.

## Âge de cristallisation
Les datations radiométriques utilisant les méthodes K-Ar, Sm-Nd et 129Xe indiquent toutes un âge proche de 4,6 Ga (4,60 ± 0,03 Ga par Sm-Nd). En 1992, la méthode Pb-Pb (en) appliquée à des phosphates donne un âge plus précis de 4,557 ± 0,002 Ga. En 2000, la méthode Ar-Ar appliquée à des plagioclases donne un âge de 4,507 ± 0,018 Ga. Cette différence entre les âges obtenus par ces deux dernières méthodes pourrait être due au temps de refroidissement du corps parent des acapulcoïtes (la méthode Pb-Pb indique le temps passé depuis que la température du corps parent est passée en dessous d'environ 550 °C alors que pour la méthode Ar-Ar c'est environ 300 °C), mais l'âge donné par la méthode Ar-Ar peut souffrir d'un biais systématique dû à la mauvaise connaissance de la constante de désintégration du potassium 40 (avec une nouvelle constante peut-être plus correcte, l'âge Ar-Ar recule jusqu'à environ 4,554 Ga).

## Acapulcoïtes et lodranites
Depuis 1976 on a trouvé d'autres météorites très semblables à Acapulco, qui forment le groupe des acapulcoïtes. Les acapulcoïtes sont elles-mêmes proches des lodranites, elles-aussi caractérisées par une composition presque chondritique et des rapports isotopiques inhabituels. Les acapulcoïtes ont une texture plus fine et une composition légèrement moins différenciée que les lodranites, mais l'ensemble paraît former une famille continue.